# توزیع نیروی ترمز الکترونیکی
توزیع‌کننده نیروی ترمز الکترونیکی (EBD) یا محدودکننده نیروی ترمز الکترونیکی (EBL) یکی از فناوری‌های ترمز خودرو است که بسته به شرایط عملکرد خودرو، سرعت و جاده به صورت خودکار بر هر یک از ترمزهای خودرو نیروی مشخصی را جهت ترمزگیری وارد می‌کند. همواره استفاده مشترک از سیستم ترمز ضدقفل (ABS) در کنار EBD می‌تواند سبب کاهش یا افزایش فشار ترمز بر روی هر یک از چرخ‌ها شده و در عین حفظ پایداری، توقف خودرو را بهبود ببخشد.